# Catarina thành Siena
Catarina thành Siena (tên gốc: Caterina Benincasa, 25 tháng 3 năm 1347 - 29 tháng 4 năm 1380) là một nữ tu Dòng Đa Minh có ảnh hưởng mạnh mẽ trong Giáo hội Công giáo Rôma. Ngài được tuyên phong làm thánh và Tiến sĩ Hội Thánh.